# 松田奈緒子
松田奈緒子（日语：／ Matsuda Naoko，1969年1月21日—），日本漫畫家。女性。出身於長崎縣諫早市。她的丈夫是漫畫評論員新保信長。她的妹妹是漫畫隨筆劇場的主編松田紀子。

## 經歷
松田奈緒子在小學5年級時，閱讀了大和和紀的《窈窕淑女》，並決定成為漫畫家。長崎日本大學高等學校畢業。大她1屆的有谷川史子。
移居東京擔任少女漫畫家木原敏江的助手後，27歲時在《Cocohana》（集英社）上發表了《Fantastic Days》，從而出道。
《重版出來！》改編成電視劇，並榮獲小學館漫畫獎。

## 作品列表
- （全10冊）
- 是誰的不對（全2冊）
- 雪月花 大門樂園
- 少女漫畫（日语：少女漫画 (漫画)）（全1冊）—故事的一部分於2009年被拍成電視劇《派遣的奧斯卡》。
- （上、下冊）
- （全3冊）
- 東北澤5號（日语：東北沢5号）（全3冊）
- 重版出來！（全20冊）—2016年4月起在TBS週二連續劇時段播出電視劇[3]。
- 非法浪漫（《Kiss》2024年2月號[4]—，已出版1冊）

## 媒體演出
- 漫道小林（日语：漫道コバヤシ） #98（2023年9月25日，富士電視台ONE（日语：フジテレビONE））[5]

## 外部連結
- 松田定食，存于 （日語）—松田奈緒子的官方個人部落格[]。
- 松田奈緒子的X（前Twitter） （日語）
- （日語）—集英社頁面。公開基本資料。
- （日語）—同上。公開採訪。